# Mortadelo y Filemón
Mortadelo y Filemón (Brasil: Mortadelo e Salaminho / Portugal: Salamão e Mortadela) é uma série de histórias em quadrinhos espanhola, criada em 1958 pelo espanhol Francisco Ibáñez para a revista Pulgarcito. Trata-se de dois detectives da T.I.A. (Técnicos de Investigações Avançadas no Brasil ou Técnicos de Investigações Aeroterráqueas em Portugal, paródia da CIA) que se vêem metidos nas mais insólitas trapalhadas graças à má sorte do agente Salaminho e ao talento freqüentemente inútil de Mortadelo para os disfarces. Com eles trabalham o exigente Superintendente da T.I.A. (Vicente, mais conhecido por Super), sempre mal-disposto, o Professor Bactério com os seus inventos mirabolantes que tendem a catástrofes quando caem nas mãos erradas, e Ofélia, a secretária cujo principal passatempo é estar no sítio errado na altura errada.
Francisco Ibáñez escreveu e desenhou já vários álbuns desta série, todos com o mesmo sentido de humor quase surreal, que se encontram traduzidos em diversas línguas mas desfrutam de enorme sucesso sobretudo na Península Ibérica.
As aventuras começaram a ser publicadas em várias revistas da Editorial Bruguera e da Ediciones B, até que em 1996 começaram a ser publicadas diretamente no formato do álbum.

## Visão geral

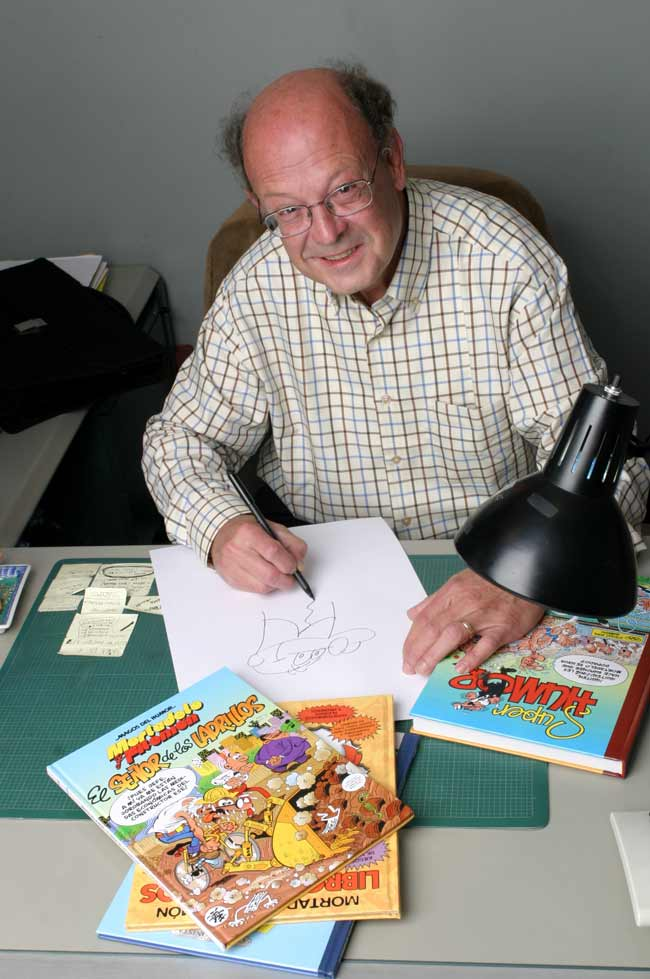
Francisco Ibáñez, criador de Mortadelo y Filemón

Mortadelo e Filémon podem ser descrito como um par catástrofes, e não importa que tipo de missão que eles são atribuídos, eles sempre conseguem fazer tudo errado. Os resultados são quase sempre extremamente violento, e na maioria das vezes dirigida para Filémo. No TIA (uma paródia da CIA, bem como "U.N.C.L.E.", a principal organização de The Man from U.N.C.L.E.), que combate "organizações inimigas" como R.A.N.A. ("sapo") ou A.B.U.E.L.A. ("avó"), eles interagem com seu chefe, o mal-humorado Superintendente Vicente; com Professor Bacterio, um cientista desastroso de barba negra parodiando o personagem Q de James Bond; a secretária loira Ofelia , uma paródia de Miss Moneypenny, cujas tentativas de seduzir Mortadelo sempre falham.
Fora da Espanha, a série é especialmente popular na Alemanha como Clever & Smart. Após a década de 1980, os álbuns têm caracterizado notícias atuais, como a sabotagem de computadores, a AVE, o terrorismo islâmico , política espanhola e europeia, e especialmente os Jogos Olímpicos e  Copa do Mundo de futebol.
Ibáñez gosta de introduzir coisas estranhas não relacionados à ação especialmente nas capas. A água da torneira pode brotar de uma árvore, dois ratos podem estar conversando, um vaso pode conter um pé ou uma berinjela, etc. Um exemplo estranho aconteceu na última página do álbum de El 35 aniversario (1993) onde uma cena de Nova York mostrava um avião contra o World Trade Center. Isso atraiu a atenção após Ataques de 11 de setembro de 2001.
Ibáñez publica vários álbuns por ano. Uma série de desenhos animados e alguns filmes de animação também foram produzidos. Há dois filmes live-action baseado na série, um deles fez em 2003 na Espanha intitulado La gran aventura de Mortadelo y Filemón. Um segundo filme foi lançado em 2008, Mortadelo y Filemón. Misión: salvar la Tierra, marcando o 50º aniversário da série.

## Álbuns

### Editados na Espanha
1. Va la T.I.A. y se pone al día
2. El profeta Jeremías
3. El atasco de influencias
4. El premio No-vel
5. El gran sarao
6. Armas con bicho
7. La Tergiversicina
8. La Gomeztroika
9. El candidato
10. El ansia de poder
11. Gatolandia-76
12. Moscú-80
13. Los Ángeles-84
14. Seúl-88
15. La estatua de la libertad
16. El huerto siniestro
17. El estropicio meteorológico
18. La perra de las galaxias
19. Los sobrinetes
20. 13 rue del percebe
21. El cochecito leré
22. ¡Ladrones de coches!
23. Lo que el viento se dejó
24. Testigo de cargo
25. El caso del calcetín
26. La gallina de los huevos de oro
27. El brujo
28. Tete cohete
29. Los guardaespaldas
30. Objetivo eliminar al « rana »
31. Los que volvieron de allá
32. Las embajadas chifladas
33. Los espantajomanes
34. La cochinadita nuclear
35. El caso del Sr. Probeta
36. La máquina de copiar gente
37. Billy el « horrendo »
38. El caso de los párvulos
39. La elasticina
40. 13 rue del percebe (2)
41. Secuestro aéreo
42. La gente de Vicente
43. Las tacillas volantes
44. El preboste de seguridad
45. Soborno
46. Clínicas antibirria
47. El quinto centenario
48. El S.O.E.
49. La crisis del golfo
50. Maastricht... Jesús
51. Misión de perros
52. Los gamberros
53. Los bomberos
54. Pánico en el zoo
55. Magín el mago
56. Los mercenarios
57. El transformador metabólico
58. Contrabando
59. Los secuestradores
60. ¡A por el niño!
61. Mundial'78
62. Mundial'82
63. El balón catastrófico
64. Mundial'82 bis
65. Mundial'94
66. Los diamantes de la gran duquesa
67. El elixir de la vida
68. El antídoto
69. Los invasores
70. Los monstruos
71. Los cacharros majaretas
72. El circo
73. Concurso oposición
74. El otro « yo » del profesor Bacterio
75. Operación ¡bomba!
76. Barcelona-92
77. El 35 aniversario
78. La ruta del yerbajo
79. El racista
80. El nuevo cate
81. Dinosaurios
82. El pinchazo telefónico
83. El bacilón
84. Cacao espacial
85. Los kilociclos asesinos
86. A las armas
87. La brigada bichera
88. El ascenso
89. Hay un traidor en la T.I.A.
90. El caso de los señores pequeñitos
91. En Alemania
92. Terroristas
93. Los superpoderes
94. Valor y... ¡al toro!
95. El caso del bacalao
96. La máquina del cambiazo
97. Contra el gang del chicharrón
98. Safari callejero
99. Chapeau el « esmirriau »
100. El sulfato atómico
101. El plano de Alí-gusa-no
102. La caja de los diez cerrojos
103. La caza del caco
104. Los inventos del profesor Bacterio
105. A la caza del cuadro
106. Agencia de información
107. La historia de Mortadelo y Filemón
108. Agentes a mogollón
109. ¡Sálvese quién pueda!
110. El embrollo matutino
111. Tres cerebelos estrechos
112. Ceporros en pleno idilio
113. Dos cabestros y un pollino
114. Los demás, todos maltrechos
115. Pitorreo a domicilio
116. Gente de recochineo fino
117. Un topo y dos berberechos
118. La prensa cardiovascular
119. Timazo al canto
120. 20.000 leguas de viaje sibilino
121. Robots bestiajos
122. El señor todoquisque
123. El ángel de la guarda
124. ¡Pesadilla...!
125. Corrupción a mogollón
126. Reyes de la risa
127. Animalada
128. Silencio, se rueda!
129. El disfraz, cosa falaz
130. ¡Desastre!
131. Alegres aventuras
132. Atlanta 96
133. El jurado popular
134. 100 años de cómic
135. Expediente J
136. El trastomóvil
137. Mundial'98
138. La banda de los guiris
139. Su vida privada
140. ¡Bye, bye, Hong Kong!
141. Esos kilitos malditos
142. Los verdes
143. Las vacas chaladas
144. ¡Deportes de espanto!
145. El oscar del moro
146. El espeluznante doctor Bíchez
147. La maldita maquinita
148. El tirano
149. La M.I.E.R.
150. Impeachment!
151. De los ochenta p'arriba...
152. Siglo XX: Qué progreso!
153. Sydney 2000
154. La Vuelta
155. La sirenita (La Petite Sirène)
156. Fórmula 1
157. La rehabilitación esa
158. Los Vikingos
159. ¡Llegó el Euro!
160. Okupas
161. El ordenador... ¡Qué horror!
162. Mundial 2002
163. ¡Mascotas!
164. Misión Triunfo
165. ¡El Estrellato!
166. Parque de Atracciones
167. El UVA
168. Rapto Tremendo
169. Atenas 2004
170. El Señor de los Ladrillos
171. Mortadelo de la Mancha
172. Prohibido fumar
173. El Carnet al punto
174. El kamikaze Regúlez
175. Mundial 2006
176. Bajo el Bramido del Trueno!
177. El dopaje...¡Qué potaje!
178. Euro Basket 2007
179. ¡...Y van 50 tacos!
180. ¡Venganza cincuentona!
181. ¡El Dos de Mayo!
182. Pekín 2008
183. ¡En la Luna!
184. ¡Por Isis, Llegó la Crisis!
185. Londres 2012

|}'

### Editados no Brasil
A série foi publicada pela Rio Gráfica Editora e pela editora Cedibra na coleção Ases do Humor.
1. O Sulfato Atômico
2. Safari na Avenida
3. Contra a Quadrilha do Torresmo
4. Touradas em Madrí
5. O Caso do Bacalhau
6. Ladrões da Pesada!
7. Contra Xapô, o Pirado
8. A Máquina do Contratempo
9. Contra Magin, o Mago
10. Como Caçar um Quadro
11. A Caixa das Dez Chaves
12. A História de Mortadelo e Salaminho
13. Os Agentes da T.I.A.
14. O Outro «Eu» do Professor Bactério
15. Operação Bomba!
16. Os Diamantes da Grã-duquesa
17. Os Invasores
18. O Elixir da Vida
19. Deu a Louca no Circo
20. As Máquinas Envenenadas
21. O Antídoto
22. Os Monstros
23. Nas Olimpíadas
24. Os Inventos do Professor Bactério
25. Ombro, Armas!
26. A T.I.A. contra a S.O.G.R.A.
27. Inferno no Zoo
28. Espiões e Trapalhões
29. Na Copa de 78

## Adaptações
Cinema
- Entre 1965 e 1970 foi realizada uma série de curtas de animação, produzida pela  Estudios Vara.[3]  Embora a intenção dos animadores foi criar uma série de televisão, os 16 curtas-metragens que foram criados foram divididos em dois filmes, cada curta teve aproximadamente 6 minutos. Eles são independentes e originais, porque eles não se baseiam em nenhuma história em quadrinhos da franquia.
- No início dos anos setenta, vários filmes de animação foram libertados, os dois primeiros dos quais foram uma reunião dos curtas (Festival de Mortadelo y Filemón e Segundo festival de Mortadelo y Filemón), o terceiro é um longa-metragem de fato, El armario del tiempo. Todos foram dirigidos por Rafael Vara Cuervo.[4]

A franquia também teve filmes live-action, o primeiro foi La gran aventura de Mortadelo y Filemón, lançado em 2003, dirigido por Javier Fesser e Benito Pocino estrelando no papel de Mortadelo e Pepe Viyuela no papel de Filemón.
Seu segundo filme, Mortadelo y Filemón. Misión: Salvar la Tierra, foi lançado em 2008 como uma comemoração do 50º aniversário dos personagens. Pepe Viyuela repetiu o papel como Filemón, mas desta vez Mortadelo foi interpretado por Eduard Soto,  devido a diferenças com o ator que já havia encarnado o personagem, Benito Pocino.
Em novembro de 2014, estreou  Mortadelo y Filemón contra Jimmy el "Cachondo, o terceiro filme baseado nos personagens. Desta vez é um filme de animação em 3D, dirigido por Javier Fesser novamente. Desta vez, os personagens estavam mais fieis aos quadrinhos: Mais animado, inocente e festivo, o mais adequado para público jovem-adulto (a quem Ibanez sempre dirigiu), mas ainda tinha (em menor grau) o humor vulgar, grosseiro e aspectos rudes dos dois filmes anteriores, sendo criticado por isso. Neste filme de animação, as vozes dos personagens principais são feitas pelo Karra Elejalde (Mortadelo) e Topera janfri (Filemón).
Televisão
Em 1994, foi criada uma série animada homônima para a televisão, produzida pela BRB Internacional e Antena 3. A série foi composta por 26 episódios divididos em duas temporadas de 13 episódios de 20 minutos de duração cada. Desta vez, são baseados nas longas aventuras criadas por Ibanez. No Brasil, a série foi exibida nas madrugadas do canal pago infantil Fox Kids, dentro do bloco Insônia, entre 2001 e 2002.
Videogames
Na década de 1980, dois jogos oficiais para plataformas de 8 bits foram feitos: Mortadelo y Filemón (1988) e Mortadelo y Filemón II: Safari callejero (1989), ambos distribuídos na Espanha pela Dro Soft, que foram acompanhados por várias adaptações não oficiais, como Morta y File (1985), El hundimiento del Titánic (1986), En busca de Mortadelo (1988), entre outros. Há vários jogos posteriores para PC: Mortadelo y Filemón: Una aventura de cine, Mortadelo y Filemón: El Sulfato Atómico, Mortadelo y Filemón: La Máquina Meteoroloca, Mortadelo y Filemón: Dos Vaqueros Chapuceros, Mortadelo y Filemón: Terror, Espanto y Pavor, Mortadelo y Filemón: La Banda de Corvino (baseado em Balones y Patadones e Mamelucos a la romana) e Mortadelo y Filemón: La Sexta Secta (baseado em Operación Moscú e El escarabajo de Cleopatra). Todas las aventuras foram produzidas pela Alcachofa Soft, exceto La Máquina Meteoroloca, que foiu realizada pela VEGA.
Teatro Musical
Mortadelo y Filémon foram adaptados para o teatro musical com a peça "Mortadelo y Filemón, the miusical", que estreou em junho de 2008 no Teatro Campoamor, em Oviedo e em setembro do mesmo ano foi apresentado no Teatro Tivoli, em Barcelona. Dirigida por Ricard Reguant e produzida pela Zebra Producciones e Mucho Ruido Records, o musical como Mortadelo (Jacobo Dicenta) e Filemón  (Juan Carlos Martín) são responsáveis pela segurança da peça ""l Fantoche de la Opereta" que carrega uma maldição.

## Mortadelo e Salaminho no mundo
Suas histórias foram vendidas ao redor do mundo. Recebendo diversas versões do seu nome original espanhol (Mortadelo y Filemón). Segue abaixo alguns dos nomes que estes simpáticos e atrapalhados agentes secretos recebem.
- 特工二人组 chinês
- Paling & Ko neerlandês
- Flink och Fummel em sueco
- Flip & Flop em dinamarquês
- Mortadel et Filémon em francês (também Futt et Fil)
- Fortune & Fortuni em italiano (também Mortadella e Filemone)
- モートとフィル em japonês
- Αντιριξ και Συμφωνιξ (Antirix kai Symphonix, pronunciado Adirix ke Simfonix) em grego
- Älli ja Tälli em finlandês
- Clever & Smart em norueguês, checo e alemão
- Zriki Svargla & Sule Globus em servo-croata
- Mortadel·lo i Filemó em catalão
- Dörtgöz ve Dazlak em turco
- Mortadello e Polpetta em italiano
- Mort and Phil em inglês